# Karel Barle
Karel Barle, slovenski inženir kemije, * 3. maj 1920, Šmartno pri Slovenj Gradcu, † 12. maj 1948, Ljubljana.

## Življenjepis
Med drugo svetovno vojno je bil zaprt v KZ Dachau. Bil je eden ob obtožencev na Diehl-Oswaldovem procesu, kjer je bil obsojen na smrtno kazen z ustrelitvijo.